# Kim Kwang-suk
Kim Kwang-suk (hangul: 김광석), född 12 februari 1983, är en sydkoreansk fotbollsspelare. Han spelar för Pohang Steelers i K League Classic.